# Екваториална провинция
Екваториалната провинция (на френски: Équateur) е една от провинциите на Демократична република Конго. Разположена е в северозападната част на страната и граничи с Република Конго. Екваторът минава през централната ѝ част. Столицата на провинцията е град Мбандака. Площта ѝ е 103 902 км², а населението, според проекция за юли 2015 г., е 1 528 000 души. Най-масово говореният език в провинцията е езикът лингала.